# Rusty Jones
Rusty Jones (13. dubna 1942 Cedar Rapids, Iowa – 9. prosince 2015 Chicago, Illinois) byl americký jazzový bubeník. Narodil se do hudební rodiny (otec byl saxofonista a matka zpěvačka, jeho prastrýcem byl Isham Jones) a na bicí začal hrát ve svých třinácti letech. V letech 1968 až 1972 doprovázel zpěvačku Judy Roberts a následně hrál až do roku 1978 v triu klavíristy George Shearinga. Během své kariéry spolupracoval s mnoha dalšími hudebníky, mezi něž patří například Stéphane Grappelli, Jean-Luc Ponty a Chet Baker. Zemřel roku 2015 ve věku 73 let.